# Cumaná
Cumaná ist eine Stadt im Nordosten Venezuelas. Die Einwohnerzahl beträgt 480.763 (Stand 30. Oktober 2013). Cumaná ist Sitz des Erzbistums Cumaná.

## Geografie
Die Hauptstadt des Bundesstaates Sucre mit einem Seehafen liegt an der Mündung des Flusses Manzanares in das Karibische Meer.

## Geschichte

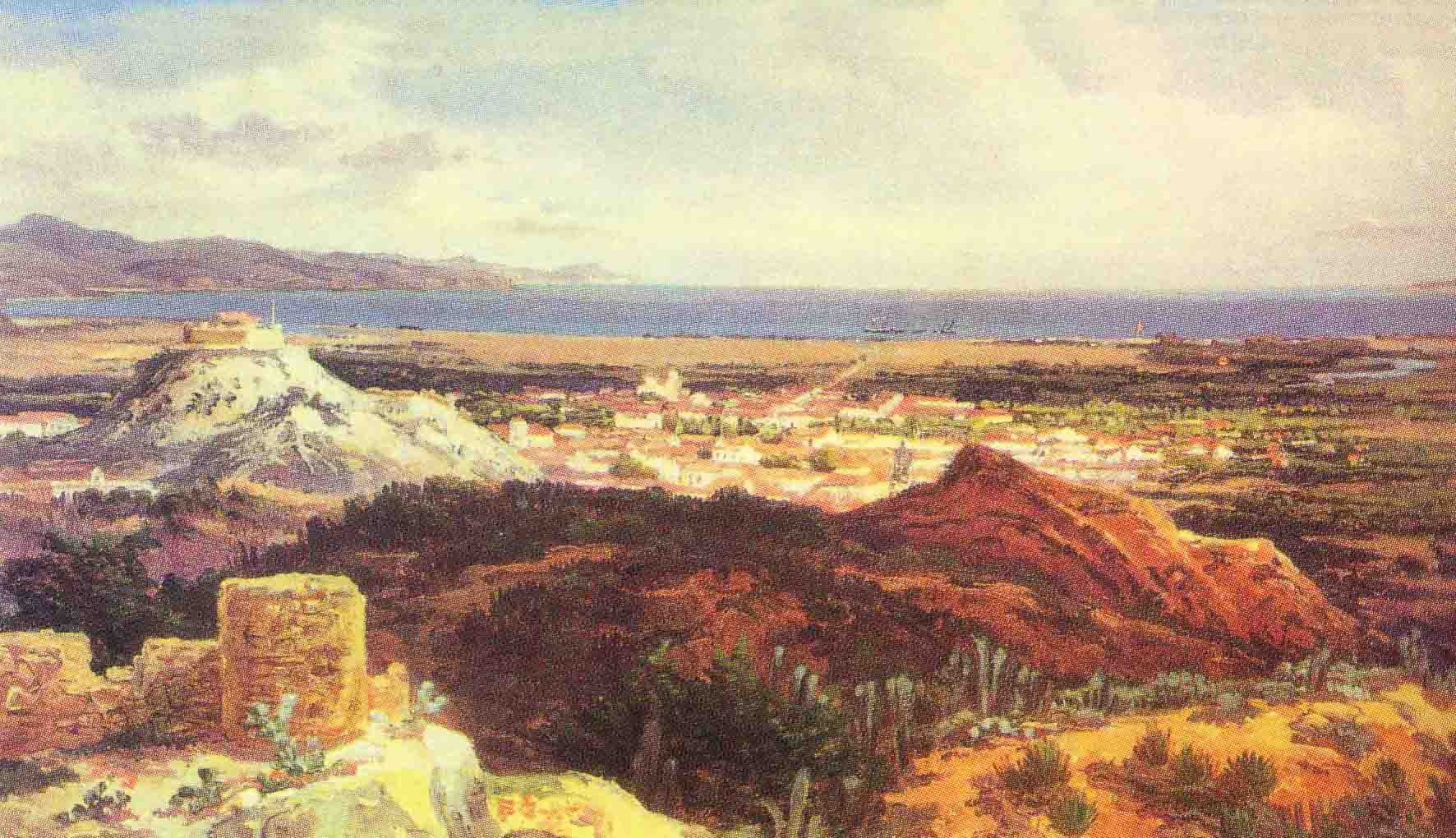
Ferdinand Konrad Bellermann: Blick auf Cumaná, 1843

Eine Ethnie des karibischen Kulturkreises, die Chaimas, sowie der Stamm der Guaikeries wohnten in dieser Region, als die Spanier ankamen.
1515 wurde die Stadt von spanischen Eroberern gegründet und war damit die erste ständige Siedlung von Europäern in Südamerika. Erdbeben haben die Stadt bereits mehrere Male zerstört, insbesondere 1766, 1797, 1853 und 1929. Nach dem Erdbeben vom 15. Juli 1853, das einen Tsunami auslöste, wütete auch die Cholera.
Die Stadt war der erste Ort, den Alexander von Humboldt und Aimé Bonpland während ihrer Reise durch Amerika besuchten. Sie erforschten das Gebiet um die Stadt Mitte 1799 und beobachteten dort am 12. November 1799 die Leoniden.
Am 11. August 1929 fand im Hafen von Cumaná ein Aufstandsversuch des Generals Román Delgado Chalbaud statt, an dem auch der deutsche Frachtdampfer Falke beteiligt war. Unmittelbar nach der Landung der Aufständischen kam es an der Guzmán Blanco-Brücke (heute Avenida Bermúdez) zu einem Gefecht mit Regierungstruppen, bei dem sowohl Delgado als auch der Führer der Regierungstruppen und Gouverneur des Bundesstaates Sucre, General Emilio Fernández, fielen. Die Aufständischen flüchteten auf die Falke und verließen Cumaná noch am selben Tag.

## Wirtschaft
Cumaná verfügt über einen Naturhafen, der mit modernen Einrichtungen zum Löschen der Fracht versehen ist. Hauptexportprodukte sind Kaffee, Tabak und Zuckerrohr. In der Stadt haben sich Destillerien, Möbel- und Textilfabriken sowie mehrere Zigarrenmanufakturen angesiedelt. Cumaná besitzt eine Universität, die 1958 gegründete Universidad de Oriente.

## Sehenswürdigkeiten
Die Stadt hat eine Reihe von Kolonialgebäuden in ausgezeichnetem Zustand. Dem Meer zugewandt befindet sich eine alte spanische Festung, das Schloss von San Antonio de la Eminencia. Das 1669 erbaute Schloss Santa Maria de la Cabeza beherbergt ein Seemuseum.

## Söhne und Töchter der Stadt
- Antonio José de Sucre (1795–1830), südamerikanischer Freiheitskämpfer und engster Vertrauter Simón Bolívars
- Salvador Llamozas (1854–1940), Pianist, Komponist und Musikjournalist
- José Antonio Ramos Sucre (1890–1930), Lyriker und Diplomat
- Antonio Esperragozza (* 1959), Boxer
- Armando Galarraga (* 1982), Baseballspieler
- Luis Mago (* 1994), Fußballspieler